# Pseudocentroptiloides morihari
Pseudocentroptiloides morihari is een haft uit de familie Baetidae. De wetenschappelijke naam van de soort is voor het eerst geldig gepubliceerd in 1998 door Wiersema & McCafferty.
De soort komt voor in het Nearctisch gebied.